# Sapromyza simplicipes
Sapromyza simplicipes är en tvåvingeart som beskrevs av Leander Czerny 1932. Sapromyza simplicipes ingår i släktet Sapromyza och familjen lövflugor. Inga underarter finns listade i Catalogue of Life.